# Neobisium gracile
Neobisium gracile är en spindeldjursart som beskrevs av Jacqueline Heurtault 1979. Neobisium gracile ingår i släktet Neobisium och familjen helplåtklokrypare. Inga underarter finns listade i Catalogue of Life.